# Arbeitsgericht
Het Arbeitsgericht is in Duitsland de rechtbank die in eerste instantie zaken op het terrein van het arbeidsrecht behandeld. Naast een of meerdere Arbeitsgerichten heeft iedere deelstaat een  Landesarbeitsgericht, waarboven nog het Bundesarbeitsgericht staat. 

## Bevoegdheid
De werkwijze en bevoegdheid van het Arbeitsgericht is geregeld in het Arbeitsgerichtsgesetz. Daarin wordt de rechtbank bevoegd verklaard voor geschillen tussen werknemer en werkgever, en voor geschillen tussen de werkgever en de ondernemingsraad. Voor beide geeft de wet aparte procedureregels. Procesvertegenwoordiging door een advocaat is niet verplicht.
Net als de arbeidsrechtbank in België werkt het Arbeitsgericht met lekenrechters. Naast de onafhankelijke voorzitter heeft iedere kamer een vertegenwoordiger van werknemer- en werkgeverorganisaties.